# چکاوک‌های شاخدار
چکاوک‌های شاخدار (نام علمی: Eremophila) نام یک سرده از تیره چکاوک است.